# 人民公敵 (頭條)

《每日郵報》2016年11月4日的頭版

「人民公敵」（英語：Enemies of the People）是英國報章《每日郵報》2016年11月4日首頁的新聞標題，由政治編輯詹士·史勒所撰寫，報導法院頒下有關英国宪法是否容許英國政府動用皇家特權啟動脫歐程序的裁決，最終三名英國法官裁定政府需事先取得國會的法令同意。輿論廣泛批評新聞頭條不恰當地譴責司法機關，強調司法獨立於行政機關。 

## 背景
2016年6月的公投決定英國脫離歐盟，政府考慮動用皇家特權去引用《歐盟條約》第50條作出通知，即啟動脫歐程序。不過英格蘭及威爾斯高等法院在米勒案裁定政府需要取得國會的同意，才可以啟動脫歐程序，隨即觸發脫歐派部分人士不滿。
「人民公敵」一題由詹士·史勒撰寫，並獲得保羅·達卡批准出版。《每日郵報》批評法院特意阻撓英國脫歐進程，並在報章刊出高等法院三名法官的照片：首席法官湯瑪士勳爵、主事官特倫斯·魏華頓爵士、法官世斯勳爵。《網上郵報》起初更形容魏華頓是「公開出櫃前奧運劍術運動員」，直至在社交媒體引起爭議後才刪改。前首席法官義葛·澤曙批評報章的攻擊令人「非常不安」，尤其是疑似恐同的評論。

## 餘波
獨立傳媒標準組織收到超過1,000項有關本報道的投訴，斥責報社的報導失實、涉嫌恐嚇和歧視，違反行為準則。《商业内幕》強烈抨擊報導扭曲事實，質疑可被視為意圖破壞法官形象和危害他們的安全。2016年11月，列斯主教力克·炳斯認為公眾應「非常警覺」《每日郵報》的報導。廖柏嘉勳爵在2017年2月接受BBC訪問時提及本報導，形容是挑戰法律底線。
司法大臣伊丽莎白·特拉斯透過聲明回應包括《每日郵報》、《每日快報》和《太陽報》等報章對高等法院判決的批評，強調要捍衛司法獨立和司法公正。曾促使政府表態的大律師公會主席表示，伊丽莎白·特拉斯應該清楚地表明維護司法機構，以及譴責報章的攻擊性言論。政府聲明只有三句，被批過於輕描淡寫聲明。前政府大臣安娜·苏布里表示卓慧思「有職責譴責針對司法機關的恐同攻擊和誹謗」。
政府其後提出上訴，但在2017年1月被最高法院駁回，廖柏嘉勳爵指出「政府需要有國會法令才可動用第50條」。大律師公會亦發起宣傳活動，教導中學生英國司法獨立和公正的重要性。
2017年2月10日，詹士·史勒獲任命為時任首相文翠珊的官方發言人。同年3月1日，卓慧思在上議院憲法委員會表示「我認為由一名政府大臣去判斷這個頭條可否接受是危險的，因為我十分相信司法獨立、也同時非常相信新聞自由」，隨即遭受湯瑪士勳爵的譴責，認為傳媒不可被指摘的說法「完全極其錯誤」。
2017年4月19日，首相宣布提前大選後，《每日郵報》發表題為「擊潰破壞王」的文章，矛頭指向「非民選」的上議院，並形容留歐支持者是「留歐呻吟者」。

## 外部連結
- 報導原文
- 大律師公會：法官是人民公敵？ （页面存档备份，存于）